# Ut queant laxis

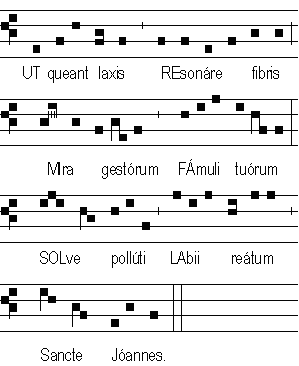
L'inno Ut queant laxis in notazione quadrata.

Ut queant laxis è l'inno liturgico dei Vespri della solennità della natività di San Giovanni Battista che ricorre il 24 giugno.
La fama di questo inno in strofe saffica, scritto dal monaco storico e poeta Paolo Diacono, si deve a Guido d'Arezzo, che ne utilizzò la prima strofa per trarne i nomi delle sei note musicali dell'esacordo:
(Inno a San Giovanni)
A ciascuna sillaba qui evidenziata corrisponde infatti, nella musica dell'inno, la relativa nota con cui è cantata. Da tale criterio convenzionale derivarono i nomi delle note musicali Ut-Re-Mi-Fa-Sol-La, con Ut che, successivamente, venne sostituito da Do, sillaba che, terminando con una vocale, si pronuncia in modo più agevole nel solfeggio. L'artefice della sostituzione fu Giovanni Battista Doni, il quale nel XVII secolo avrebbe a questo scopo impiegato la prima sillaba del proprio cognome.
Il nome della nota Si non si deve a Guido D'Arezzo, ma fu aggiunto solo nel 1482 da Bartolomé Ramos de Pareja; il canto gregoriano, e la musica medievale in genere, non prevedevano infatti l'uso della sensibile, cioè del settimo grado della scala. Non stupisce pertanto, nella musica dell'inno in questione, che la nota iniziale del settimo e ultimo verso della strofa non prosegua l'andamento diatonico ascendente delle sillabe iniziali dei 6 versi precedenti (infatti non è un Si, secondo la notazione moderna, ma un Sol). Il nome della settima nota della scala diatonica fu tratto dalle iniziali delle due parole che compongono detto verso: (Sancte Iohannes = Si).
L'inno nella versione originale prosegue così:
 Nuntius celso veniens Olympo

 te patri magnum fore nasciturum,

 nomen et vitae seriem gerendae

 ordine promit.

 Ille promissi dubius superni

 perdidit promptae modulos loquelae;

 sed reformasti genitus peremptae

 organa vocis.

 Ventris abstruso positus cubili

 senseras regem thalamo manentem,

 hinc parens nati meritis uterque

 abdita pandit.

 Antra deserti teneris sub annis

 civium turmas fugiens, petisti,

 ne levi saltim maculare vitam

 famine posses.

 Praebuit hirtum tegimen camelus,

 artubus sacris strofium bidentis,

 cui latex haustum, sociata pastum

 mella locustis.

 Caeteri tantum cecinere vatum

 corde praesago iubar adfuturum;

 tu quidem mundi scelus auferentem

 indice prodis.

 Non fuit vasti spatium per orbis

 sanctior quisquam genitus Iohanne,

 qui nefas saecli meruit lavantem

 tingere limphis.

 O nimis felix meritique celsi

 nesciens labem nivei pudoris,

 prepotens martyr heremique cultor,

 maxime vatum!

 Serta ter denis alios coronant

 aucta crementis, duplicata quosdam;

 trina centeno cumulata fructu

 te, sacer, ornant.

 Nunc potens nostri meritis opimis

 pectoris duros lapides repelle

 asperum planans iter, et reflexos

 dirige calles,

 ut pius mundi sator et redemptor

 mentibus pulsa luvione puris

 rite dignetur veniens sacratos

 ponere gressus.

 Laudibus cives celebrant superni

 te, deus simplex pariterque trine,

 supplices ac nos veniam precamur:

 parce redemptis!
Nell'uso liturgico l'inno viene diviso in più parti per essere cantato in diversi momenti: così la sezione che inizia ad "Antra deserti teneris sub annis" è propria del Mattutino mentre quella che ha per primo verso "O nimis felix meritique celsi" viene cantata durante le Lodi.
In tempi recenti il primo verso della seconda strofa è stato cambiato in "Nuntius caelo veniens supremo" per eliminare la menzione troppo paganeggiante all'Olimpo.